# Meurtre de Kaylin Gillis
Kaylin Gillis, 20 ans, a été tuée par balle le 15 avril 2023 à Hebron, État de New York, aux États-Unis, après que la voiture dans laquelle elle se trouvait a tourné dans la mauvaise allée en tentant de se rendre à la maison d'un ami. Le tireur présumé, Kevin D. Monahan, habitant de la maison, a été arrêté après avoir refusé de se rendre aux policiers pendant une heure. Il a ensuite été placé en garde à vue, où il a été inculpé de meurtre au deuxième degré. La fusillade est survenue deux jours après la fusillade de Ralph Yarl à Kansas City.

## Déroulement
Kaylin Gillis a été tuée le 15 avril 2023, peu avant 22 h, dans le comté de Washington, un comté du nord de l'État de New York qui borde le Vermont. Gillis et ses amis cherchaient à se rendre à la maison d'un ami. Leur véhicule était conduit par son petit ami. Leur voiture ainsi qu'un autre véhicule se sont arrêtés par erreur dans l'allée de Kevin D. Monahan, qui vivait sur un terrain dans la ville rurale d'Hébron, sur Patterson Hill Road,.
Après avoir tourné dans la mauvaise allée, le groupe s'est rendu compte qu'il avait la mauvaise adresse et a commencé à reculer hors de l'allée pour partir. Gillis était l'une des quatre personnes dans la dernière voiture à faire marche arrière. Alors que le groupe partait, Monahan est sorti de chez lui et a tiré deux coups de feu sur le véhicule, en utilisant un fusil de chasse de calibre 20. Incapable d'obtenir du réseau sur leurs téléphones portables à Hebron, le groupe s'est alors dirigé vers la ville voisine de Salem, New York, où ils ont pu joindre le 911.
Après l'arrivée de la police au domicile de Monahan, il y a eu un refus de coopérer d'une heure, au cours duquel Monahan a refusé de se rendre aux policiers et aux soldats de l'État et était au téléphone avec un dispatcher de la police et avec son avocat.

## Victime
Kaylin Gillis a grandi à Schuylerville et est diplômée de la Schuylerville High School en 2021.

## Accusé
Monahan, âgé de 65 ans, a été accusé de meurtre au deuxième degré,. Il vivait dans sa maison depuis environ 20 ans au moment de la fusillade. Des voisins de longue date l'ont décrit comme étant souvent hostile, aigri et parfois conflictuel. Il n'avait pas d'antécédents judiciaires dans l'État de New York. Il a été arrêté et accusé dans le Vermont de voies de fait graves avec une arme en 2001, mais cette accusation a été rejetée.
Après son arrestation, Monahan a été brièvement emmené au centre correctionnel du comté de Washington à Fort Edward (où le père de Gillis est agent correctionnel). Monahan a ensuite été emmené à 45 milles (72 km) environ dans le comté de Warren, où il est détenu à la prison de Lac George. Il a été traduit en justice devant le tribunal du comté de Washington le 16 avril et a plaidé non coupable. Lors d'une audience de détention le lendemain, Monahan s'est vu refuser la libération sous caution. Au cours de l'audience, le procureur a déclaré que la réputation de Monahan comme « agressif et colérique » — en plus de la gravité du crime — pesait en faveur de la détention provisoire.
A l'issue de son procès, Monahan a été condamné à 25 ans à perpétuité (25 ans de prison, période après laquelle son éventuelle libération sera soumise à un avis). Le juge a mis en avant le fait que l'auteur n'avait pas le moindre remords et pensait toujours son acte justifié, et était donc capable de recommencer à tout moment.